# 西村壽一
西村壽一（日语：西村 寿一，1963年1月1日—），日本男性配音員、旁白。出身於大阪府。身高177cm。O型血。

## 人物簡介
以前所屬的經紀公司有大阪TV talent bureau（簡稱TTB）、Seeding、Iland Promotion （页面存档备份，存于）。
為人熟悉的代表配音作品是SNK電玩格鬥遊戲《格鬥天王》系列的鎮元齋、黑比·D！和《侍魂》系列的塔姆塔姆、王虎等。
擁有二級小型船舶免許的專業執照。興趣有釣魚、音樂鑑賞、料理。

## 演出作品

### 遊戲
1994年
- 格鬥天王系列（1994～2004，鎮元齋[注 1]、黑比·D！[注 2]）

1994年
- 侍魂系列（1994～2004，塔姆塔姆、王虎）[注 3]
  - 真侍魂 霸王丸地獄變（黑子[注 4]）

### 電視節目
- !! 北野家族（旁白，關西電視台）
- 11
- （岡山放送）

### 廣播節目
- Sports Wide
- OBC戲劇性競馬（日语：OBCドラマティック競馬）
- 歌謡劇場
- （KBS京都，1995年4月－1996年9月）
- 叫醒電台 ～早安！壽·新鮮組～（日语：めざましRadio 〜おはよう!寿・新鮮組〜）（節目主持人，KBS京都，1996年10月1日－1998年3月31日）

### 廣告
- 松下電器
- 三菱電機
- 日產汽車
- 日本火腿

等

## 腳註